# تريفور فرانكلين (لاعب كريكت)
تريفور فرانكلين (18 مارس 1962 بأوكلاند في نيوزيلندا - ) (بالإنجليزية: Trevor Franklin)‏ هو لاعب كريكت نيوزلندي. شارك مع منتخب نيوزيلندا الوطني للكريكت.

## وصلات خارجية
- تريفور فرانكلين على موقع إي آس بي آن كريك إنفو (الإنجليزية)